# Mercato di Toyosu

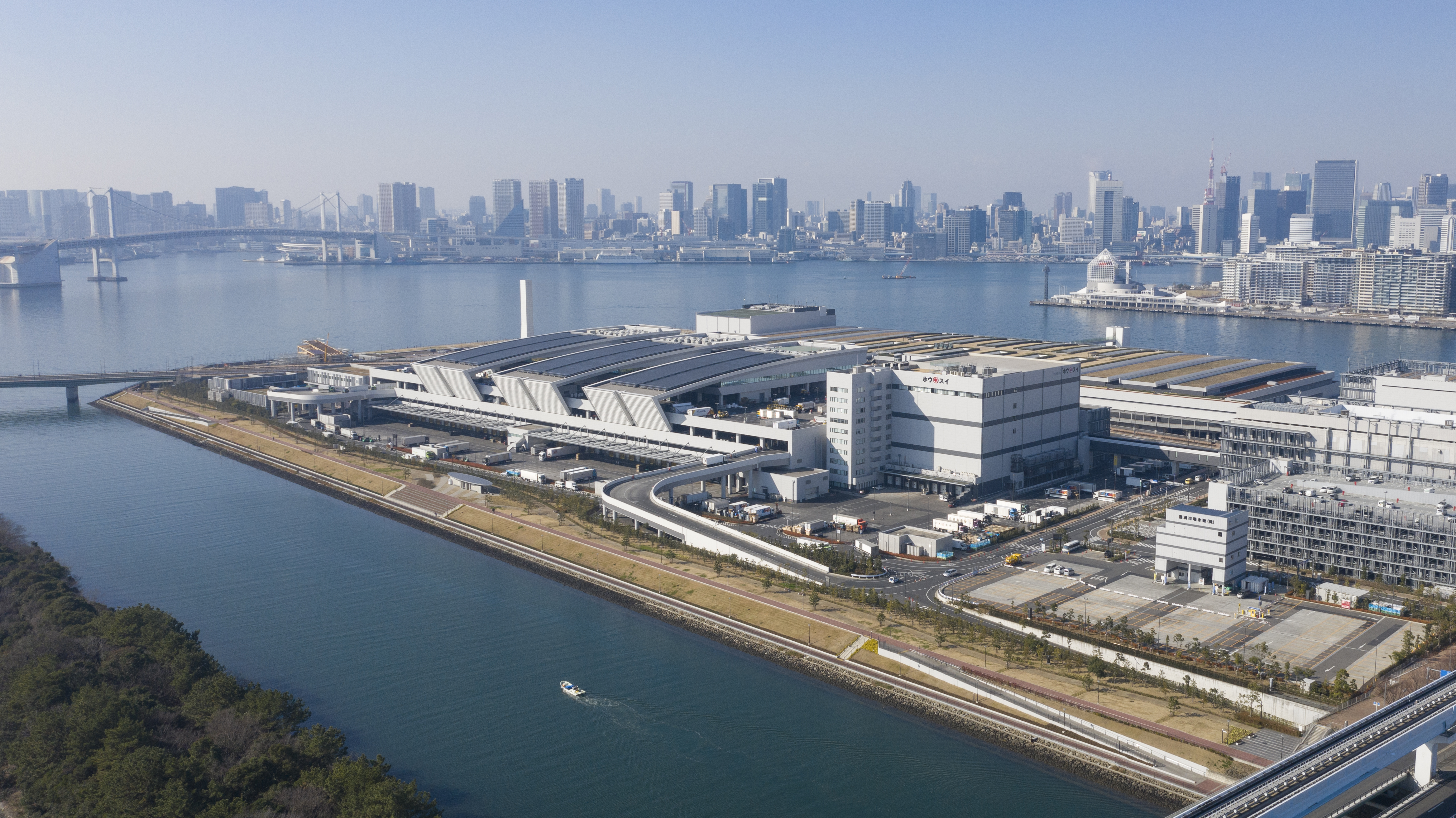
Mercato di Toyosu

Il Mercato di Toyosu (豊洲市場?, Toyosu Shijō) è un mercato all'ingrosso di Tokyo che si trova nell'area di Toyosu nel quartiere Kōtō. Vi sono due edifici per il pesce, ed uno per la frutta e la verdura. I turisti possono osservare il mercato dal secondo piano da un ponte panoramico. Ci sono ristoranti con pesce fresco. Ha rimpiazzato lo storico mercato ittico di Tsukiji.